# Liste der Monuments historiques in Philippsbourg
Die Liste der Monuments historiques in Philippsbourg führt die Monuments historiques in der französischen Gemeinde Philippsbourg auf.

## Liste der Bauwerke
| Bezeichnung                                        | Beschreibung                                                         | Standort                                                   | Kennzeichnung | Schutzstatus | Datum | Bild           |
| -------------------------------------------------- | -------------------------------------------------------------------- | ---------------------------------------------------------- | ------------- | ------------ | ----- | -------------- |
| Burg Falkenstein                                   | Ruine einer Felsenburg, 12. Jahrhundert, im 17. Jahrhundert zerstört | nördlich des Ortes (Lage)                                  | PA00106970    | Classé       | 1930  | weitere Bilder |
| Grenzsteine zwischen Philippsbourg und Eguelshardt | elf Steine; bezeichnet 1605 und 1608                                 | nordwestlich des Orts, entlang der Gemarkungsgrenze (Lage) | PA00106969    | Classé       | 1929  | weitere Bilder |